# Johann Heinrich Füssli

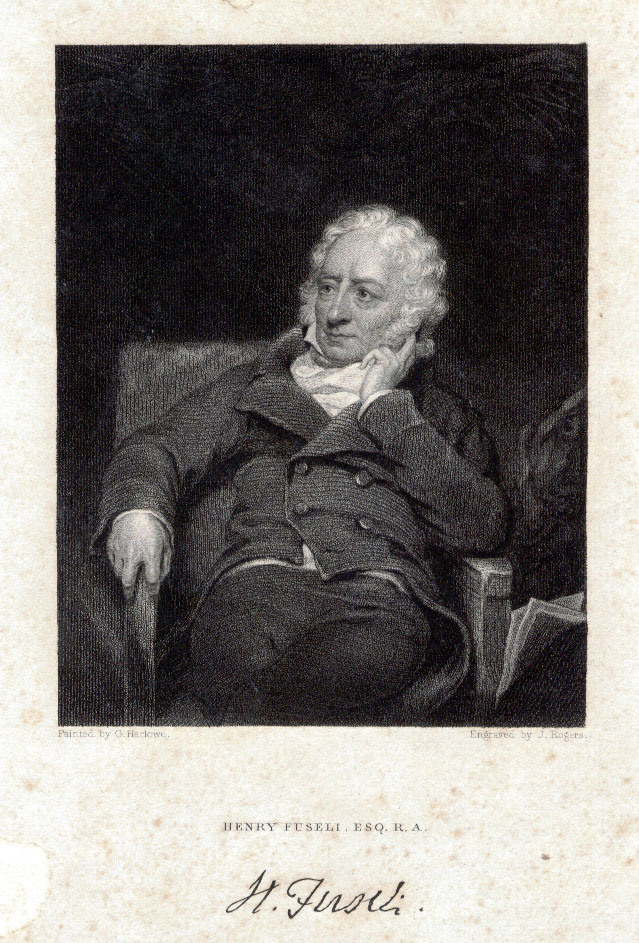
Johann Heinrich Füssli (Henry Fuseli), Stahlstich nach einem Porträt von G. Herlowe

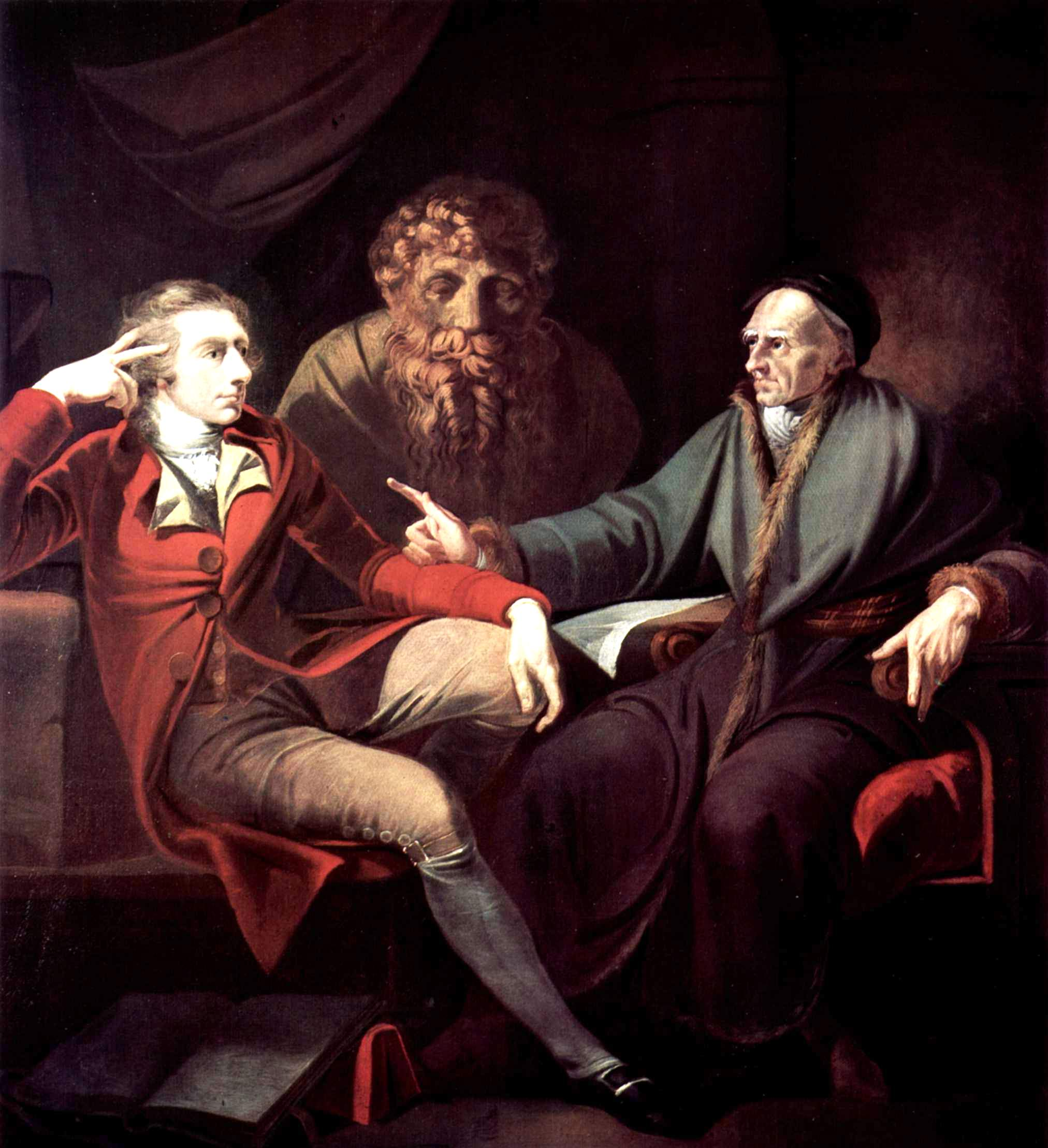
Füssli im Gespräch mit Johann Jakob Bodmer (1778–1781)

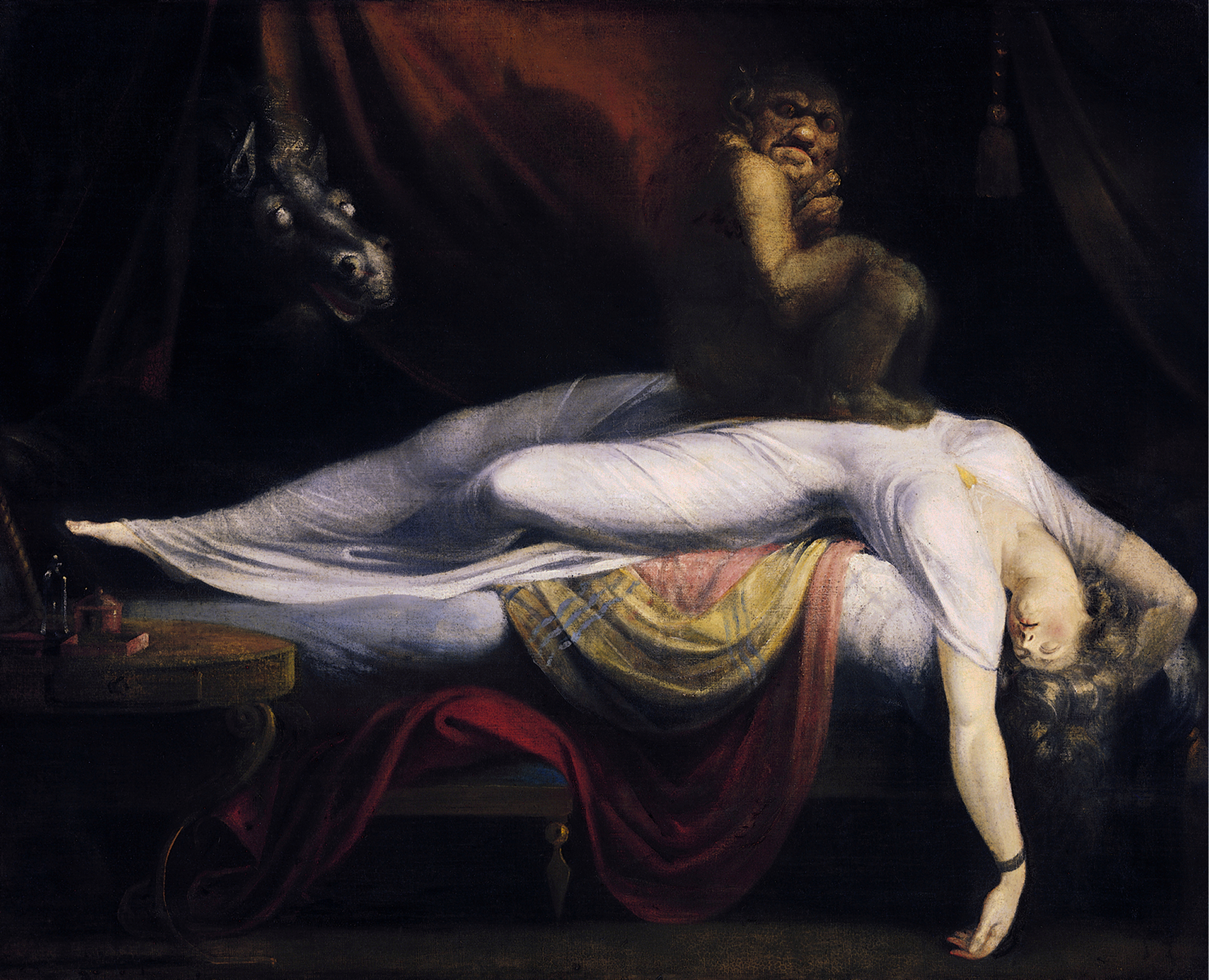
Das wohl bekannteste Werk Füsslis Nachtmahr existiert in verschiedenen Versionen.

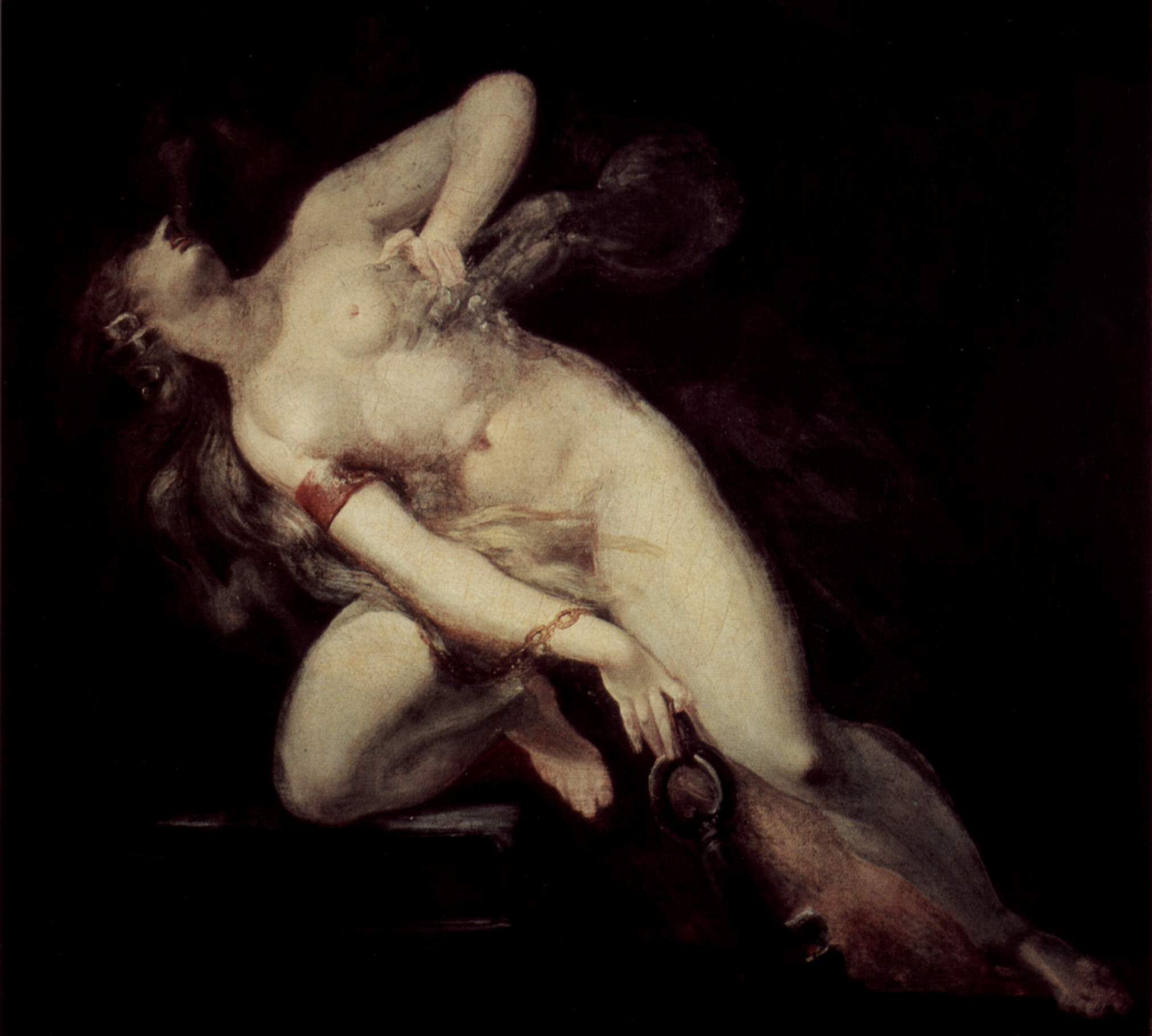
Johann Heinrich Füssli: Die Sünde, vom Tode verfolgt, 1794–1796, Inventarnummer GKS662, Depositum der Gottfried Keller-Stiftung im Kunsthaus Zürich

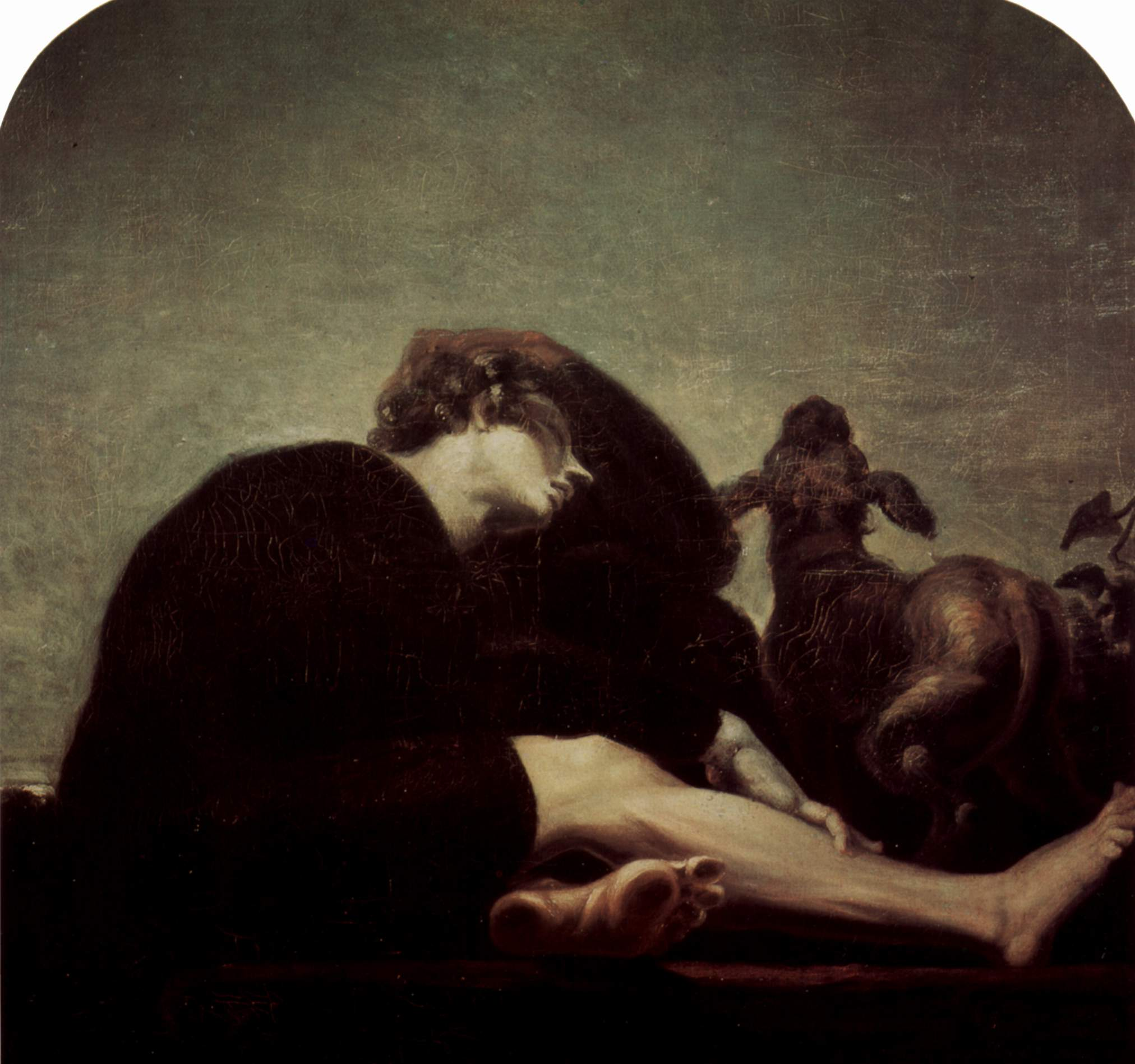
Johann Heinrich Füssli – Die Einsamkeit bei Tagesanbruch (1794–1796), Kunsthaus Zürich

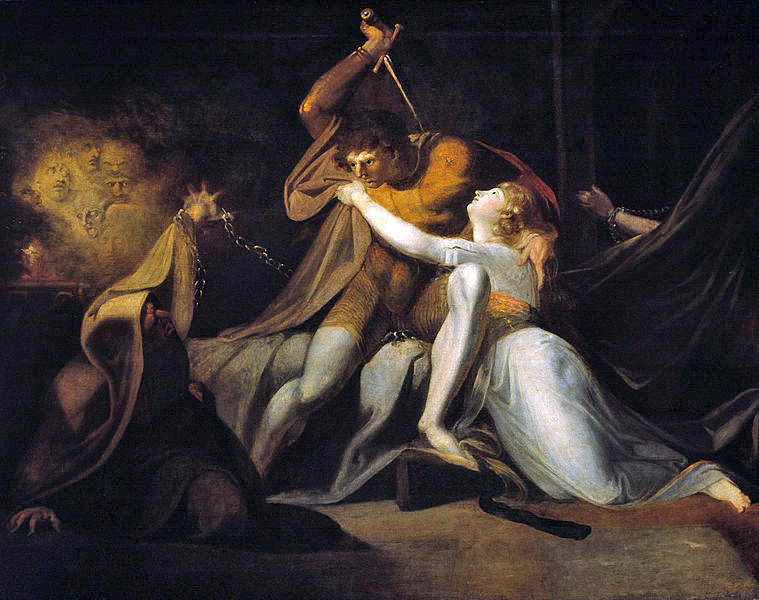
Parzival befreit Belisane von Urmas Zauber, Tate Britain

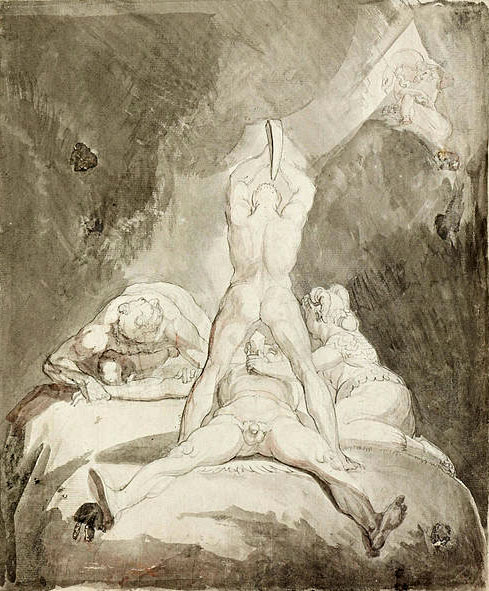
Hephaistos, Bia und Krato fesseln Prometheus an den Kaukasus (ca. 1800–1810), Auckland Art Gallery

Johann Heinrich Füssli RA (* 7. Februar 1741 in Zürich; † 16. April 1825 in Putney bei London) war ein schweizerisch-englischer Maler und Publizist, der in England als Henry Fuseli bekannt wurde.

## Leben
Johann Heinrich Füssli war ein Sohn des Malers und Schriftstellers Johann Caspar Füssli (1707–1782) und dessen Ehefrau Elisabeth Waser. Seine Schwestern Elisabeth und Anna Füssli wurden später Blumenmalerinnen. Seinen ersten künstlerischen Unterricht erhielt Füssli durch seinen Vater, dessen Liebe für Kunst und Literatur sich auf den Sohn übertrug. Mit den Schriften von dessen Freund Johann Joachim Winckelmann (1717–1768) hat er sich später mehrfach, zuletzt eher kritisch, auseinandergesetzt.
Füssli studierte zunächst Theologie und erlangte gute Kenntnisse der alten und neuen Sprachen, wobei er von Johann Jakob Bodmer beeinflusst wurde, der ihm die Werke von Homer, Dante Alighieri, William Shakespeare und John Milton vermittelte. 1761 erhielt er die Ordination zum evangelisch-reformierten Geistlichen. Im Alter von 20 Jahren wurde er in Zürich Pfarrer, musste aber 1763 nach Mitarbeit an einem Pamphlet gegen den damaligen Landvogt von Grüningen, Felix Grebel, Zürich verlassen und hielt sich einige Zeit bei dem Theologen Johann Joachim Spalding in Barth (Vorpommern) auf. Er widmete sich auch zugleich der Malerei.
Durch die Übersetzung einiger Dramen Shakespeares mit dem englischen Gesandten in Berlin bekannt geworden, ging er auf dessen Veranlassung 1765 nach London. Auch hier war er zuerst als Übersetzer für verschiedene Verlage tätig. 1767 lernte er den Maler  Joshua Reynolds kennen, der ihm riet, die Feder mit dem Pinsel zu tauschen. 1770 ging Füssli nach Rom, wo er mit Anton Raphael Mengs verkehrte. Dort studierte er neben den Antiken vornehmlich die Werke Michelangelos. Als er 1779 nach London zurückkehrte, war er dort bereits neben Reynolds und Benjamin West ein gefeierter Künstler. 1788 wurde er in die Royal Academy of Arts aufgenommen. 1788 heiratete er Miss Rawlins und sie zogen in die Queen Anne Street No. 72 (die spätere Fowley Street). 1790 reichte Füssli sein Ölgemälde „Thors Kampf mit der Midgardschlange“ bei der Royal Academy als Diplomarbeit ein, das angenommen wurde, und mit dem er am 10. Februar als R.A. (Vollmitglied) gewählt wurde. 1799–1805 und noch einmal von 1810 bis 1825 war er Professor of Painting. Von 1804 bis 1825 war er ferner Keeper der Academy, wobei er durch die Intervention von Georg III. an Stelle des ursprünglich nominierten Robert Smirke in dieses Amt eingesetzt wurde. Jetzt widmete er sich auch der Ausarbeitung verschiedener Schriften zur Malerei.
Am Sonntag, den 10. April 1825 hielt sich Füssli in Putney Hill bei der Countess of Guildford auf und musste seine Verabredung für den Abend mit Mr. Samuel Rogers in London absagen. Am Montag wurden seine Ärzte Mr. Alexander Chrichton und Dr. Holland hinzugezogen, die seine Krankheit aber nicht benennen konnten. Am Mittwoch sprach er noch mit Mr. John Knowles, der auch sein Testamentsvollstrecker wurde, und verstarb am nächsten Tag. Die sterblichen Überreste wurden von Putney Hill nach Somerset House überführt. Am 25. April erfolgte die Beisetzung in einer Gruft in der südlichen Krypta der St.-Pauls-Kathedrale in der Nähe seiner Freunde Sir Joshua Reynolds und John Opie.

## Werk

### Der Maler
Füssli thematisiert in seinem Werk immer wieder die Welt der Träume und Visionen, oft des Grauens, und er wird dabei von englischen Gespenstergeschichten inspiriert. In seinen Bildern verliert die konkrete Welt des Äusseren an Faszination gegenüber der Welt des Subjekts (Der Nachtmahr oder Der Alp in mehreren Versionen um 1781).
Füssli schuf neun Gemälde zur boydellschen Shakespeare-Gallery und einen Zyklus von 47 Bildern zu John Miltons Das verlorene Paradies. Weitere Werke sind unter anderem: Der Bund der Stifter der schweizerischen Freiheit (auf dem Zürcher Rathaus); Theseus, am Eingang des Labyrinths von Ariadne Abschied nehmend; Zug der Schatten im Elysium, nach Lukians Beschreibung; Die drei Eidgenossen beim Schwur auf dem Rütli und Ugolino im Hungerturm.

### Der Schriftsteller
- In seinen überlieferten Gedichten schlägt Füssli in den 1760er Jahren den Ton des Sturm und Drang an.
- Allgemeine Blumenlese der Deutschen.

Erster Theil. Der Heilige Gesang. Oden und Elegien. Orell, Gessner, Füßli und Comp., Zürich 1782 (Digitalisat).
Zweiter Theil. Fortsetzung des Heiligen Gesangs. Orell, Gessner, Füßli und Comp., Zürich 1782 (Digitalisat).
Dritter Theil. Oden und Elegien. Orell, Gessner, Füßli und Comp., Zürich 1783 (Digitalisat).
Vierter Theil. Lieder. Orell, Gessner, Füßli und Comp., Zürich 1784 (Digitalisat).
Fünfter Theil. Lieder. Orell, Gessner, Füßli und Comp., Zürich 1784 (Digitalisat).
- Die Pflichten eines Bürgers. Rede, gehalten auf L. Zunft zur Meisen, den 16. Juni 1765, Heidegger und Compagnie, Zürich 1765 (Digitalisat).
- A Dictionary of Painters: from the revival of the art to the present period by the Rev. M. Pilkington, London 1805 (Digitalisat).

### Der Herausgeber
- Johann Winckelmanns Nachrichten von den neuesten Herculanischen Entdeckungen: An Hn. Heinrich Fueßli aus Zürich. Waltherische Hofbuchhandlung, Dresden 1764 (Digitalisat, Bayerische Staatsbibliothek).
- Die Sammlung der besten deutschen prosaischen Schriftsteller und Dichter. Hundert und acht und siebenzigster Theil. Friedrich Matthissons Gedichte. Christian Gottlieb Schmieder, Carlsruhe 1792 (Digitalisat, Bayerische Staatsbibliothek).
- Briefe von Bonstetten an Matthisson. Orell, Füßli und Comp., Zürich 1827 (Digitalisat, Bayerische Staatsbibliothek).

## Filme
- Genie und Wahn, Film über den Maler und Literaten Johann Heinrich Füssli mit Musik von G.F. Händel (Regie: Gaudenz Meili), 1996[7][8]